# Doug McMillon

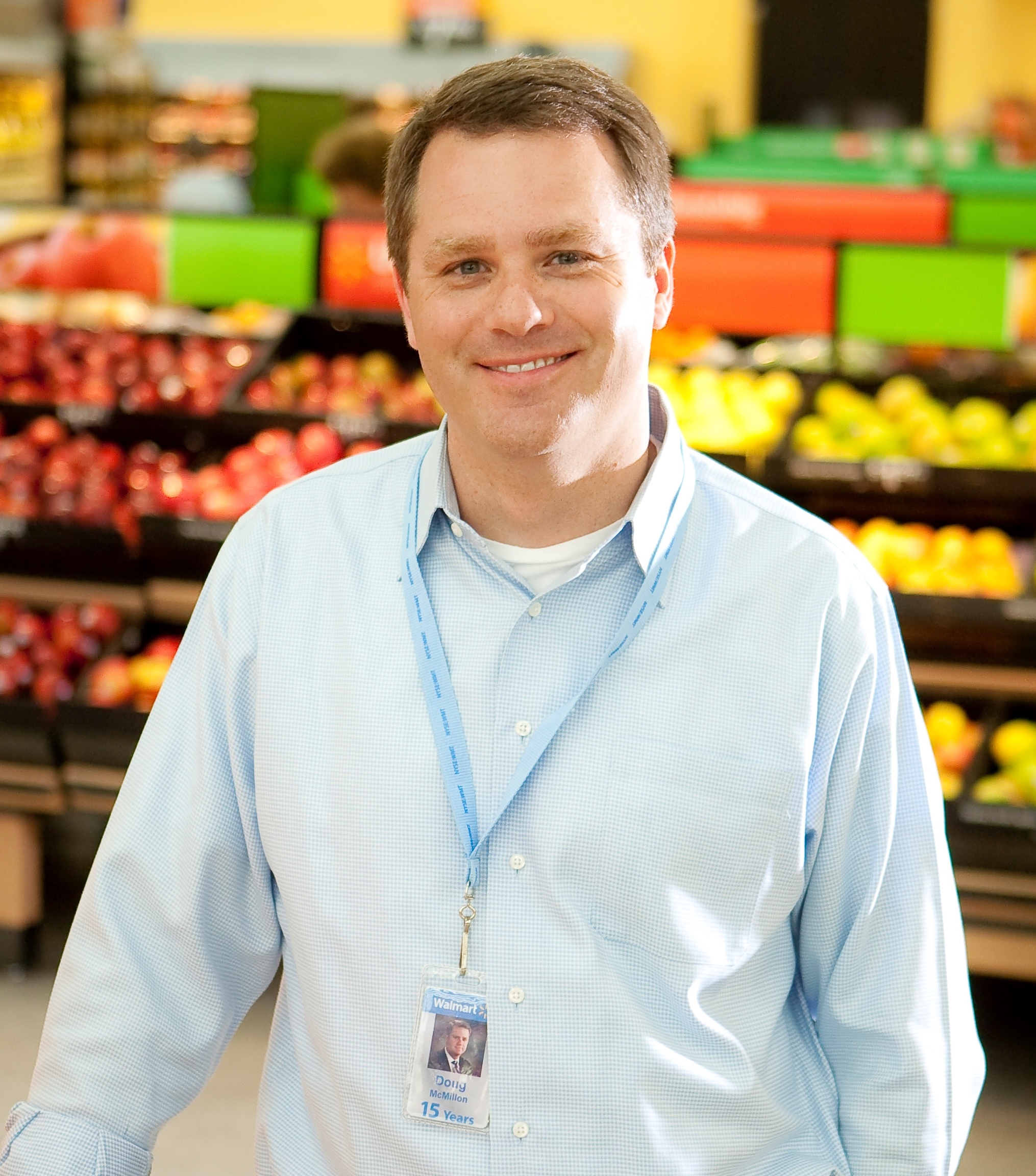
Doug McMillon (2012)

Doug McMillon (* 17. Oktober 1966 in Jonesboro, Arkansas) ist ein US-amerikanischer Manager.

## Leben
McMillon studierte Wirtschaftswissenschaften an der University of Arkansas und an der University of Tulsa. Seit 1984 ist er als Mitarbeiter bei Walmart beschäftigt. Als Nachfolger von Mike Duke wurde er im Februar 2014 Präsident und CEO des US-amerikanischen Konzerns Walmart. McMillon ist mit Shelley McMillon verheiratet und hat zwei Kinder. Er wohnt mit seiner Familie in Bentonville, Arkansas.